# Заньковський Ілля Миколайович
Заньковський (Занковський) Ілля Миколайович (1832 — 1919) — російський художник польського походження. Відомий своїми гірськими пейзажами Кавказу.

## Живописні роботи
Джерелом натхнення для художника були гори Кавказу

Картини І. М. Заньковського
Дар'яльська ущелина (перед 1919)
пейзаж (1890-ті)
Ушба (1890-ті)
пейзаж (перед 1919)
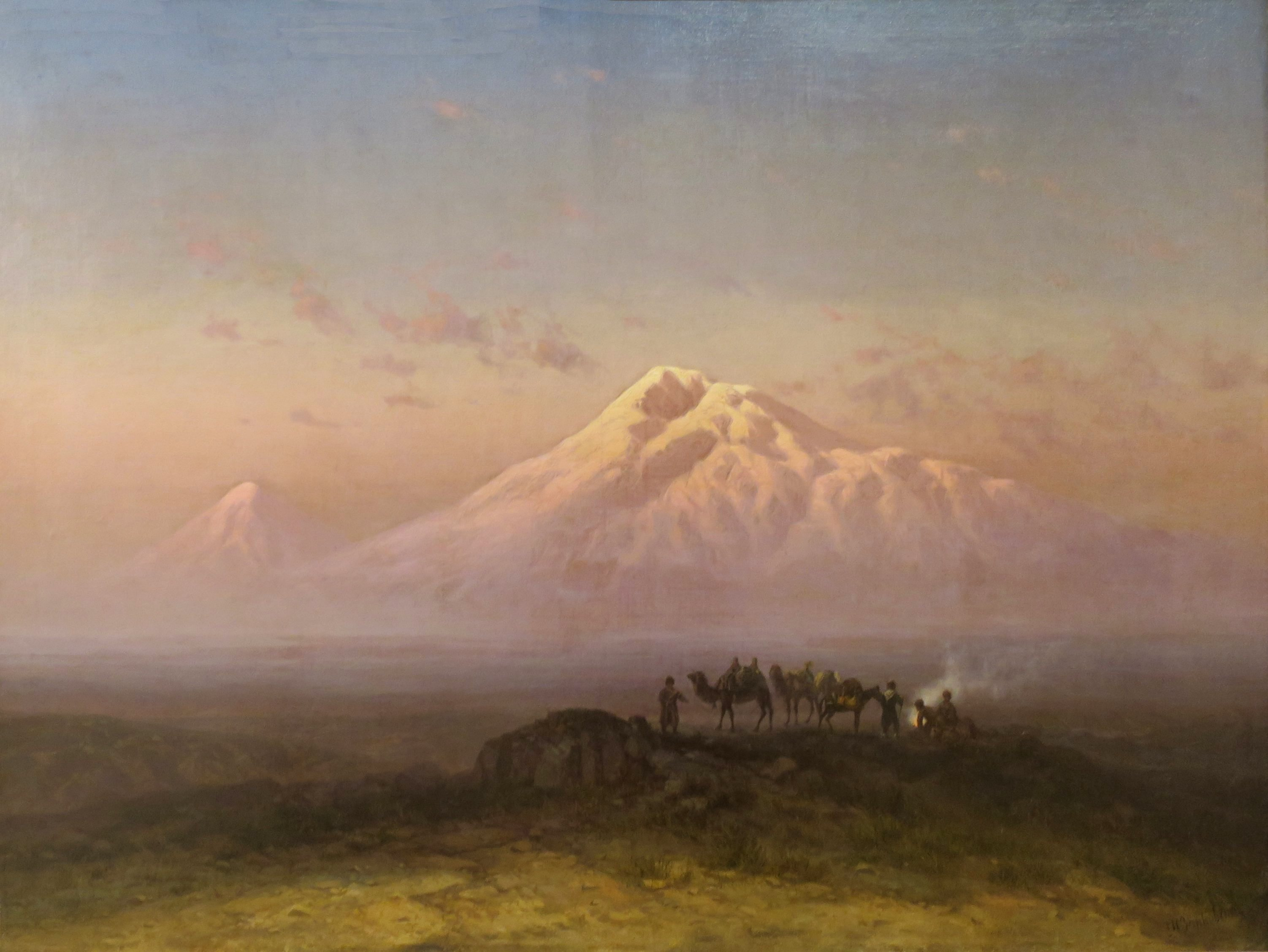
Караван (перед 1919)